# وصیت‌نامه پتر کبیر

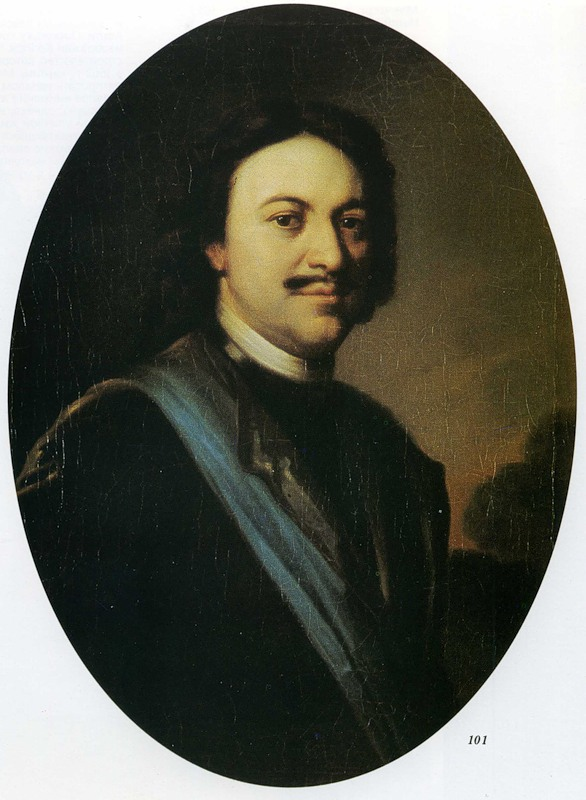
پرترۀ «پتر یکم» اثر آندری ماتویف در سال ۱۷۲۴ میلادی

وصیت‌نامه پتر کبیر یک وصیت‌نامه جعلی است که سیاست پنهانی پتر کبیر، نخستین امپراتور روسیه را در رسیدن به دو هدف اصلی تسلط بر اروپا و دستیابی به اقیانوس هند از طریق تسلط بر ایران می‌داند.
این سند را مهاجران لهستانی در سال ۱۷۹۵ میلادی جعل کردند تا افکار عمومی فرانسوی‌ها را علیه امپراتوری روسیه برانگیزند. این سند جعلی، ظاهراً به صورت تصادفی بر روی میز تحریر سفیر روسیه در پاریس دیده شده‌است. با این حال، برخی از پژوهشگران، سیاست خارجی امپراتوری روسیه و اتحاد جماهیر شوروی در آسیا را نشات‌گرفته از این وصیت‌نامه می‌دانند.
در سال ۱۷۹۵ مهاجران لهستانی برای تحریک مردم فرانسه علیه روسیه، سندی را جعل نمودند با نام «وصیت‌نامه پطر کبیر». اعتقاد به درستی این سند به سرعت در میان ایرانیان ضّدروس شایع شد. بر اساس این وصیت‌نامه، روسیه دو هدف را مخفیانه دنبال می‌کرد: یکی تحت انقیاد درآوردن اروپا، و دیگری فتح ایران و دست‌یابی به آب‌های خلیج فارس. در اوایل دهه پنجاه میلادی، سازمان سیا سندی جعلی منسوب به ابوالقاسم لاهوتی - شاعر و رهبر یک انقلاب شکست‌خورده - را منتشر نمود که در اتحاد جماهیر شوروی زندگی می‌کرد. نویسندهٔ این سند، از مشاوران سیا با نام دونالد ویلبر در این اثر مدعی شده بود که لاهوتی برای رهبری ایران تحت سلطه روسیه نامزد شده بود. این سند اشاره کرده بود که روس‌ها قصد دارند همهٔ استان‌های شمالی ایران را ضمیمهٔ خاک خود کنند. افزون‌ بر این، حادثه گروگان‌گیری سفارت آمریکا نیز گاهی به گردن توطئهٔ مشترک انگلیس و روسیه انداخته می‌شود.
علاقه به وصیت‌نامه پتر کبیر بار دیگر در اواخر دهه ۱۹۷۰ و اوایل دهه ۱۹۸۰ احیا شد. بسیاری از سیاستمداران قدیمی و اعضای طبقه متوسط، انقلاب اسلامی، حمله شوروی به افغانستان و اشغال سفارت آمریکا در تهران را به عنوان مظاهری از توطئه‌ی شوروی برای تحقق جاه‌طلبی‌های ذکر شده در وصیت‌نامه می‌دانستند. شایعه شده بود که محمد موسوی خوئینی‌ها، روحانی تندرو که هدایت گروگان‌گیری را بر عهده داشت، یکی از ده‌ها عامل روسی بود که در قم نفوذ کرده بود و ابوالحسن بنی‌صدر "اسلامی ملی‌گرا" ، ابراهیم یزدی و صادق قطب‌زاده مارکسیست‌های تندرو بودند که در گروه آیت‌الله خمینی نفوذ کرده و بر آن تسلط یافته بودند.

## متن کامل وصیت‌نامه
متن کامل وصیت‌نامه پتر کبیر به شرح زیر می‌باشد: 
«پس از ستایش فراوان بر آفریدگار جهان، همۀ فرزندان و جانشینان خود را از وصیتی که از این پس خواهد آمد آگاه می‌کنم؛ زیرا می‌بینم در روزگاران خجسته آینده همه فرزندان من رفته رفته، یکی پس از دیگری، بر همۀ کشورهای اروپا دست خواهند یافت. چه همۀ فرمانروایان و سلطنت‌های اروپا فرسوده و پیر شده‌اند و سلطنت روسیه که مانند سر در برابر پیکر آنهاست به‌سوی پیشرفت می‌رود و تربیت، سامان و سازمان آن بر همۀ ریاست‌ها و پادشاهی‌ها برتری دارد. من نخست این سلطنت را چون چشمه‌ای یافتم و من با اندیشه خویشتن این کشتی را به ساحل رساندم، یعنی این چشمه را بزرگتر کردم و دریایی از آن ساختم و می‌دانم که جانشینان من با رأی بلند خود آن را گشاده‌تر خواهند کرد و اقیانوسی خواهد شد. بدین سبب این سخنان را برای راهنمایی و سفارش به ایشان می‌نویسم که نصب‌العین خود قرار دهند:
نخست آن‌که دولت روسیه باید همیشه اسباب جنگ را آماده داشته باشد و این وسیلۀ پیشرفت کارهای این کشور خواهد بود. دوم آن‌که تا می‌توانید هنگام جنگ باید افسران ورزیده از کشورهای دیگر اروپا به کار بگیرید و از آنها بهره‌مند شوید و هنگام صلح نیز باید از وجود دانشمندان و هنرمندان بهره برگیرید. سوم آن‌که هنگام جنگ در میان کشورهای اروپا و کشورهای دیگر چنان‌که موقع مناسب باشد باید با یکی از آن دو طرف هم‌دست شد، مخصوصاً در جنگ‌هایی که با آلمان در می‌گیرد؛ زیرا که این کشور پیوسته علیه کشور ماست. چهارم آن‌که باید در لهستان وسایل جنگی آماده کرد و اشراف و بزرگان آن سرزمین را رشوه داد و در عقایدشان رخنه کرد و از مسکو به هرگونه که ممکن باشد باید لشکریان به لهستان فرستاد و اگر دولت‌های دیگر در کار لهستان فسادی بکنند باید از خاک لهستان سهمی به آنها داد و کم کم باید با آن شریک هم وارد دشمنی شد و آن قسمت از لهستان را که به او داده‌اید پس گرفت و همۀ آن سرزمین را به‌دست آورد. پنجم آن‌که تا جایی که ممکن است باید کشور سوئد را هم گرفت، اما باید کاری کرد که پادشاه آن کشور بر ما بتازد تا آن‌که برای گرفتن آنجا بهانه‌ای به‌دست آید. برای این مقصود باید دانمارک را از سوئد جدا کرد یا آن‌که در میان حکمرانان این دو کشور باید دشمنی فراهم ساخت. ششم آن‌که شاهزادگان روسیه باید همواره دختران حکمرانان، پادشاهان و بزرگان آلمان را که از خاندان‌های محترم باشند بگیرند؛ زیرا که در این کار سودهای فراوان هست. هفتم آن‌که باید با پادشاهان انگلستان اتحاد و اتفاق داشت و با ایشان در بازرگانی قرارهایی گذاشت؛ زیرا که ایشان برای ساختن کشتی‌های خود از ما چوب خواهند خرید و سود بسیار از این راه خواهیم برد و چون با انگلستان رابطه داشته باشیم در ساختن کشتی‌های جنگی با ما یاری خواهند کرد. هشتم آن‌که از سوی شمال تا دریای بالتیک را باید تصرف کرد و از سوی جنوب باید کشور را تا دریای سیاه وسعت داد. نهم آن‌که دولت روسیه را وقتی می‌توان دولت واقعی گفت که پای تخت خود را به قسطنطنیه که کلید گنج‌های آسیا و اروپاست ببرد. پس تا می‌توان باید کوشید که به شهر قسطنطنیه و اطراف آن دست بیندازید و کسی که قسطنطنیه و اطراف آن را در دست داشته باشد خداوند همۀ جهان خواهد بود. پس برای رسیدن به این مقصود باید در میان دولت ایران و عثمانی نفاق افکند تا همیشه در میان‌شان جنگ باشد؛ اگرچه اختلاف مذهب و عقیده که مردم شیعه با مردم سنی دارند از هر لشکر و سلاحی بیشتر کارگر است و برای تأمین مقصود ما و تسلط روسیه بر آنها بهترین وسیله است. با این همه، بر شما واجب است همواره به هر وسیله که می‌توانید دوگانگی را در میان‌شان سخت‌تر کنید و نگذارید با هم هم‌آهنگ شوند. چیزی که بیش از همه مرا دلخوش می‌کند دو چیز است: یکی اختلاف عقیده در میان شیعه و سنی و دیگر استیلای روحانیون بر ملل مسلمان و این که ایشان نمی‌گذارند که مسلمانان با ملل اروپا در آمیزند تا چشمان‌شان باز شود و در کار خود چاره‌جویی کنند و همین بس خواهد بود که به‌زودی نام آنها از آسیا برافتد و تمدن و فرهنگ عیسوی به‌دست پادشاهان دولت جوان روسیه سیل‌وار آن کشورها را فراگیرد؛ چنان‌که برتری و استیلای روحانیون بر ما بود که در این مدت روسیه را در پست‌ترین مرحله نگاه داشته بود و مانع از پیشرفت و برتری آن شد، تا من به هزاران رنج و دشواری این خار را از پیش پای ملت خود برداشتم و دست آنها را از کارهای دولت کوتاه کردم تا به عبادت اکتفا کنند. دیگر اینکه باید چاره‌جویی‌های فراوان کرد که کشور ایران روز به روز تهی دست‌تر شود و بازرگانی آن تنزل کند. روی هم رفته، باید همیشه در پی آن بود که ایران رو به ویرانی رود و چنان باید آن را در حال احتضار نگاه داشت که دولت روسیه هرگاه بخواهد بتواند بی دردسر آن را از پا در آورد و به اندک فشاری کار خود را به پایان رساند. اما مصلحت نیست که پیش از مرگ حتمی دولت عثمانی ایران را به یک‌باره بی‌جان کرد. کشور گرجستان و سرزمین قفقاز رگ حساس ایران است، همین که نوک نیشتر استیلای روسیه به آن رگ برسد، فوراً خون ضعف از دل ایران بیرون خواهد رفت و چنان ناتوان خواهد شد که هیچ پزشک حاذقی نتواند آن را بهبود بخشد. آن‌گاه دولت عثمانی چون شتری رام و مهار کرده در دست پادشاهان روسیه خواهد بود و نفس آخر را برخواهد آورد، تا در هنگام لزوم بارکشی کند و پس از آن‌که دیگر کاری از آن ساخته نشد باید سرش را از تن جدا کرد. بر شما لازم است که بی‌درنگ کشور گرجستان و سرزمین قفقاز را بگیرید و پادشاه ایران را دست‌نشانده و فرمان‌بردار خود کنید. پس از آن باید آهنگ هندوستان کرد، زیرا که کشوری بسیار بزرگ و بهترین بازار تجارت است و هرگاه بدانجا دست یافتید هر قدر پول که به وسیلۀ انگلستان به‌دست می‌آید می‌توان مستقیماً از هندوستان فراهم کرد. کلید هندوستان هم سرزمین ترکستان است، تا می‌توانید باید به‌سوی بیابان‌های قرقیزستان و خیوه و بخارا پیش بروید تا به مقصود نزدیک‌تر شوید و اما تأمل و تأنی را نباید از دست داد و باید از شتاب‌کاری خودداری کرد. باید با دولت اتریش دوستی ظاهری داشت، اما باید چنان چاره‌چویی کرد که آلمان و اتریش رفته رفته در چنگ ما بیفتند. باید با اتریش هم‌دست شد و دولت عثمانی را از اروپا بیرون کرد، اما نه چنان‌که اتریش بهره‌مند شود و این دو راه دارد: نخست آن‌که باید اتریش را جای دیگر سرگرم کرد و دیگر باید از خاک عثمانی، آن نواحی را به اتریش داد که پس از چندی بتوانید آن را هم بگیرید. دهم آن‌که باید با کشور یونان در صلح بود تا هنگام جنگ بتوانید از آن یاری بخواهید. یازدهم آن‌که پس از گرفتن سوئد و کشور عثمانی و ایران و لهستان، باید با اتریش و فرانسه اتحاد کرد و اگر هر یک از این دو دولت دوستی و اتحاد ما را پذیرفت می‌توان کشور‌های دیگر را از پا درآورد و پس از آن باید بر اتریش هم مسلط شد. دوازدهم آن‌که اگر این دو دولت با هم اختلاف پیدا نکنند باید چاره‌ای جست که در میان‌شان دوگانگی بیفتد و بدین‌گونه رفته رفته یکی از پا درخواهد آمد و آن‌گاه می‌توان بر آن دست یافت و بی‌مانع بر همه اروپا حکمرانی کرد و بدین وسیله می‌توانید هم این نواحی را دست‌نشانده خود بکنید.»